# Seh Chekān
Seh Chekān (persiska: سه چکان, Seh Chekān-e Meleh Shāhī, Meleh Shāhī, مله شاهی) är en ort i Iran.   Den ligger i provinsen Kermanshah, i den västra delen av landet, 500 km väster om huvudstaden Teheran. Seh Chekān ligger 1 745 meter över havet och antalet invånare är 289.
Terrängen runt Seh Chekān är lite kuperad.Runt Seh Chekān är det ganska tätbefolkat, med 185 invånare per kvadratkilometer. Närmaste större samhälle är Ḩomeyl, 17,6 km väster om Seh Chekān. Omgivningarna runt Seh Chekān är i huvudsak ett öppet busklandskap.